# Качающийся затвор

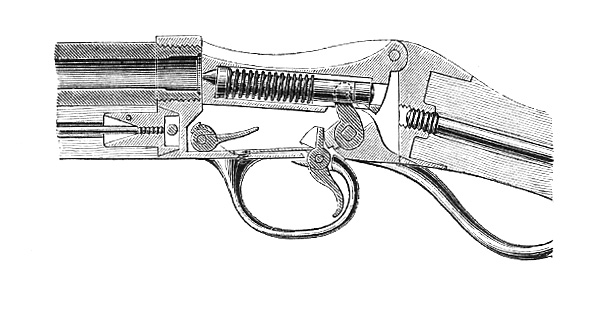
Устройство винтовки Мартини-Генри.
Затвор закрыт, ударник спущен.

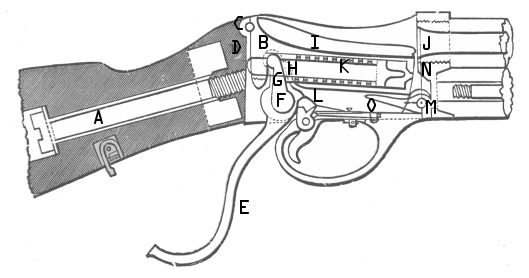
Затвор открыт, ударник взведён.

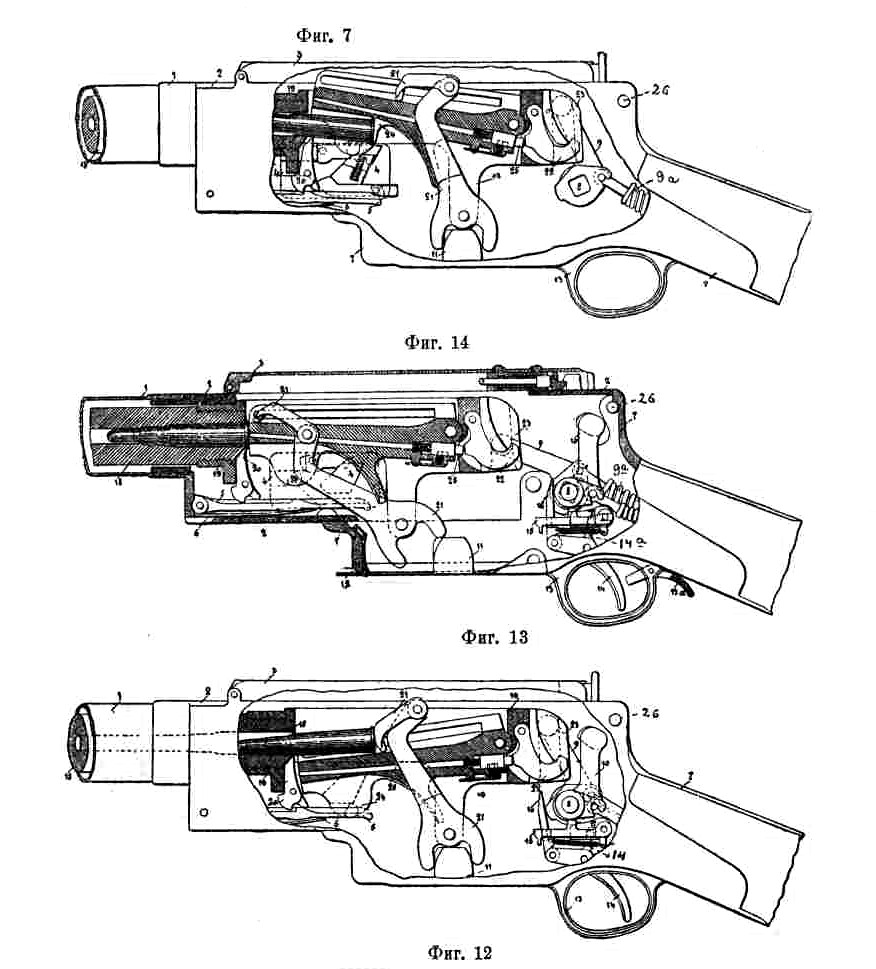
Устройство и работа пулемёта Мадсена.
Хорошо видны сложные вспомогательные механизмы, осуществляющие подачу патронов и извлечение стреляных гильз.

Качающийся затвор — механизм огнестрельного стрелкового оружия, обеспечивающий открывание и закрывание канала ствола путём качания затвора относительно оси ствола, то есть поперечного движения вверх-вниз его переднего конца относительно казённого среза ствола, в то время, как задний его конец постоянно сцеплён со ствольной коробкой посредством оси или допускающей его поворот фигурной поверхности.
Операции отпирания и запирания канала ствола при использовании качающегося затвора не требуют отдельного запирающего механизма. Кроме того, такой затвор имеет небольшое перемещение, что уменьшает габариты затворной коробки. Однако операции по подаче патрона в патронник и удалению стреляных гильз он не выполняет, что вынуждает использовать для них посторонние механизмы, приводимые в движение затвором или иным подвижным звеном оружия, что существенно усложняет его конструкцию.
Такие затворы широко использовались в раннем казнозарядном оружии. Примером могут послужить винтовка Мартини-Генри, состоявшая на вооружении в Великобритании с 1871 года, а также очень схожая с ней турецкая винтовка Пибоди-Мартини 1869 года. Это были однозарядные винтовки с качающимся в вертикальной плоскости затвором, управляемым движением специального рычага, расположенного позади спусковой скобы. При открывании затвора за счёт вспомогательных приспособлений осуществлялось удаление стреляной гильзы из патронника и взведение расположенного внутри затвора ударника. Винтовка Мартини-Генри была официально снята с вооружения в 1888 году, но на практике её использование во «второй линии» продолжалось в годы обеих мировых войн и даже Афганской войны. У принятой же в Баварии винтовки Вердера затвор был по сути аналогичен системе Пибоди, но открывался при помощи мощной пружины при нажатии на рычажок, расположенный впереди спускового крючка внутри спусковой скобы, а закрывался при взведении курка — скорострельность этого оружия была по тем временам очень высока, так что оно получило прозвище «молниеносной винтовки» (Blitzgewehr). Из современного оружия качающийся затвор имеют, например, спортивные пистолеты МЦ-55-1 и ТОЗ-35.
В магазинном и автоматическом оружии качающиеся затворы распространения не получили, так как они существенно усложняют работу механизма подачи патронов, который в таком оружии должен иметь сложную конструкцию, и при этом действовать быстро и точно. Форма затвора получается также сложной, делая его дорогим в производстве.
Единственный случай применения качающегося затвора в автоматическом оружии — пулемёт Мадсена.

## См. также

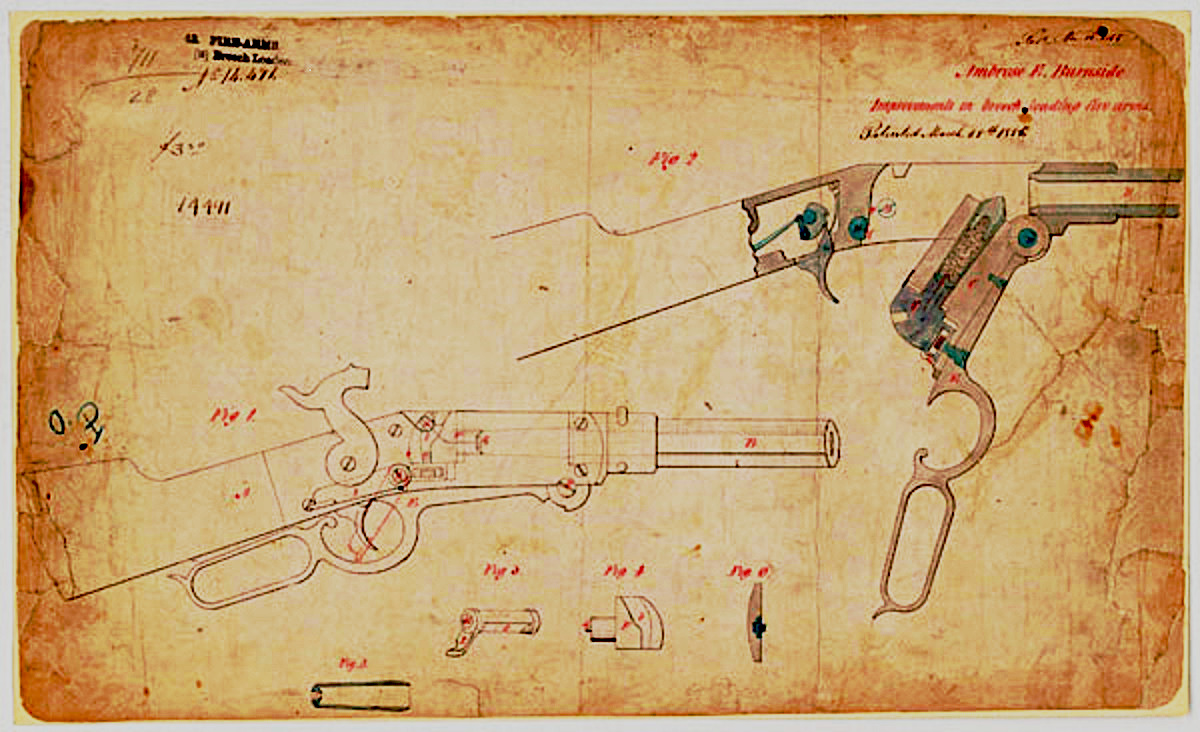